# Monday to Sunday
Singles de Superbus
Into the Groove Sunshine
Pistes de Pop'n'Gum (réédition)
Girl (Version Acoustique) Boys don't cry
Monday to Sunday est une chanson du groupe de rock français Superbus. Elle est créée pour la bande originale au film RRRrrrr!!! réalisé par Alain Chabat sorti en 2004. Dans le film, la chanson est diffusée presque intégralement durant la partie de « biche volley ».
Le titre parle de la jeunesse et du fait qu'il faut en profiter à chaque instant.
Ce titre est sorti en single promotionnel dans encart avec plan promo[pas clair] et en vinyle Maxi 45T, à très peu d'exemplaires, dont la plupart sont dédicacés par le groupe. Il est également présent sur la bande originale de RRRrrrr!!!
Lors de la réédition de son album Pop'n'Gum en 2005, le groupe décide de faire figurer Monday to Sunday en tant que bonus.

## Crédits
- Jennifer Ayache : chant, guitare, piano et batterie
- Patrice Focone : guitare et chant
- Michel Giovannetti : guitare
- François Even : basse
- Guillaume Rousé : batterie